# これからだ!/明日テンキになあれ
「これからだ!/明日テンキになあれ」（これからだ!/あしたテンキになあれ）は、2018年3月28日にアップフロントワークス（zetimaレーベル）から発売されたこぶしファクトリーの5枚目のメジャーシングル。同日、mora（レーベルゲート）にて96kHz/24bitによるハイレゾ版（ファイル形式はFLAC）を含むダウンロードシングルとしても同時配信された。

## 概要
- 前作「シャララ!やれるはずさ/エエジャナイカ ニンジャナイカ」より約9ヶ月ぶりのシングルであり、藤井梨央・田口夏実の契約解除、並びに小川麗奈の卒業後、5人体制では初となる作品。
- 同グループのメジャーデビュー以降すべてのシングルで楽曲提供を行ってきた星部ショウが関与しない初のシングルとなった。
- 初回生産限定盤A・B・SP、通常盤A・Bの5形態での発売。初回生産限定盤はCD+DVD、通常盤はCDのみの商品構成。初回生産限定盤SPのみ、イベント抽選シリアルナンバーカードが封入されている。通常盤の初回仕様のみ、トレカサイズ生写真ソロ5種+集合1種よりランダムにて1枚封入（通常盤Aは「これからだ!」Ver.、通常盤Bは「明日テンキになあれ」Ver.）。

これからだ!
- こぶしファクトリーならではのパワー溢れる応援ソング。
- 2018年冬に開催されたハロー!プロジェクトのコンサート『Hello! Project 20th Anniversary!! Hello! Project 2018 WINTER』にて先行披露していた。
- 楽曲内で広瀬彩海がハモリ、和田桜子がラップ、井上玲音がボイスパーカッションに挑戦している[5]。

明日テンキになあれ
- 同グループのロック・ソングの新境地。

## 収録曲
| #  | タイトル                             | 作詞         | 作曲         | 編曲                  | 時間 |
| -- | ------------------------------------ | ------------ | ------------ | --------------------- | ---- |
| 1. | 「これからだ!」                      | 井筒日美     | 横健介       | 浜田ピエール裕介      | 4:52 |
| 2. | 「明日テンキになあれ」               | イイジマケン | イイジマケン | イイジマケン/炭竃智弘 | 4:12 |
| 3. | 「これからだ!」(Instrumental)        |              |              |                       | 4:52 |
| 4. | 「明日テンキになあれ」(Instrumental) |              |              |                       | 4:12 |

| #  | タイトル                     | 作詞     | 作曲・編曲 | 時間 |
| -- | ---------------------------- | -------- | ---------- | ---- |
| 1. | 「これからだ!」(Music Video) | 井筒日美 | 横健介     | 5:49 |

| #  | タイトル                            | 作詞         | 作曲・編曲   | 時間 |
| -- | ----------------------------------- | ------------ | ------------ | ---- |
| 1. | 「明日テンキになあれ」(Music Video) | イイジマケン | イイジマケン | 6:32 |

| #  | タイトル                                | 作詞         | 作曲・編曲   | 時間 |
| -- | --------------------------------------- | ------------ | ------------ | ---- |
| 1. | 「これからだ!」(Front Shot Ver.)        | 井筒日美     | 横健介       | 5:03 |
| 2. | 「明日テンキになあれ」(Front Shot Ver.) | イイジマケン | イイジマケン | 4:27 |

## リリース日一覧
| 地域 | リリース日    | レーベル | 規格                                              | カタログ番号                      |
| ---- | ------------- | -------- | ------------------------------------------------- | --------------------------------- |
| 日本 | 2018年3月28日 | zetima   | CDマキシシングル+DVD                              | EPCE-7390〜91（初回生産限定盤A）  |
| 日本 | 2018年3月28日 | zetima   | CDマキシシングル+DVD                              | EPCE-7392〜93（初回生産限定盤B）  |
| 日本 | 2018年3月28日 | zetima   | CDマキシシングル+DVD                              | EPCE-7394〜95（初回生産限定盤SP） |
| 日本 | 2018年3月28日 | zetima   | CDマキシシングル                                  | EPCE-7396（通常盤A）              |
| 日本 | 2018年3月28日 | zetima   | CDマキシシングル                                  | EPCE-7397（通常盤B）              |
| 日本 | 2018年3月28日 | zetima   | ダウンロードシングル （LC-AAC）                   |                                   |
| 日本 | 2018年3月28日 | zetima   | ハイレゾダウンロードシングル （FLAC 96kHz/24bit） |                                   |

## 参加ミュージシャン
これからだ!
- プログラミング&ギター：浜田ピエール裕介
- エレクトリックギター：朝井泰生
- ブレススクラッチ：すらぷるため
- コーラス：塩原奈美子
- ヒューマンビートボックス：井上玲音

明日テンキになあれ
- 他の全ての楽器&コーラス：イイジマケン
- キーボード&ベース&コーラス：炭竃智弘
- エレクトリックギター：理人
- ウェザーインフォメーション：Kurt KC Common